# Nghĩa Dũng, thành phố Quảng Ngãi
Nghĩa Dũng là một xã thuộc thành phố Quảng Ngãi, tỉnh Quảng Ngãi, Việt Nam.
Xã Nghĩa Dũng có diện tích 6,12 km², dân số năm 1999 là 8.874 người, mật độ dân số đạt 1.450 người/km².